# 文時煥
文 時煥（ムン・シファン、朝鮮語: 문시환、1897年または1899年 - 1973年11月11日）は、日本統治時代の朝鮮および大韓民国の独立運動家、ジャーナリスト、官僚、政治家。東萊郡郡守、制憲韓国国会議員、慶尚南道知事。本貫は南平文氏。

## 経歴
釜山蓮山洞（現・釜山広域市蓮堤区蓮山洞）または福泉洞出身。私立東萊東明学校、東京正則英語学校、モスクワ東方共産大学卒。満洲の安東で中国人貿易商会の書記を務めながら、秘密政治結社の花郎徒に参加した後、1920年に朝鮮共産党に入党した。1922年10月、ベルフネウジンスクで開催された高麗共産党連合大会に出席し、党中央委員会第3書記部（国内）委員となった。1923年に上海で開催された国民代表大会に慶南期成会代表と安昌浩系の改組派の幹部として出席し、労働分科委員となった。国民代表会議が衰退すると、普天教青年会代表の姜弘烈ら改組派の支持者と共に義烈団に参加した。その後は具汝淳、姜弘烈、金禎顕、呉世悳、裵致文らと共に朝鮮へ帰国し、東亜日報釜山支局記者を務めながら軍資金募集要員として活動したが、1923年12月29日の第2次義烈団事件で鍾路警察署に逮捕され、1924年2月28日の京城地方法院の判決により2年間投獄された。出獄後は大阪で反物屋を営んだが、1930年4月の後継共産党事件により検挙され、京城へ強制帰郷させられた。以後も警察の監視対象となりながら、東萊郡生活必需品商業組合理事長、釜山織物小売商業組合理事を務めた。光復後は建国準備委員会東萊支部での活動を経て、東萊郡守、慶尚南道労働局長・商工局長を務めた。1948年5月の初代総選挙では朝鮮民族青年団の候補として国会議員に当選し、無所属倶楽部連絡委員、国会産業労働委員会委員、以正会企画部専任委員を務めたが、在職中の同年10月に大韓民国政府が成立すると国会議員を辞職し、慶尚南道知事へ転じた。1949年3月、慶尚南道臨時非常事態対策委員会委員長として麗順事件の作戦費用、傷痍軍警および被災民への救援金を調達するための会議を開催し、金1万ウォンを率先に出したが、大統領の李承晩から治安問題に責任があるとして辞任の促しを受けた。1949年11月14日、居昌・晋州事件の発生により辞任した。1950年から釜山劇場を運営し、1959年に自由党に入党した。1972年に制憲同志会のメンバーとして10月維新を支持する声明に加わった。
1973年11月11日、釜山市東萊区の自宅で持病により死去。享年75。死後、子女たちは浪費と見なされる葬儀を省略し、20万ウォンを円仏教育英部に奨学金として寄託した。

## 賞勲
1995年、建国勲章愛族章を追叙された。